# Compagnie Suisse du chemin de fer de la Furka
La Compagnie Suisse du chemin de fer de la Furka, in tedesco Schweizerische Furkabahn-Gesellschaft, ma più nota come Brig–Furka–Disentis-Bahn (BFD), era una società per azioni svizzera, costituita nel 1910 a Berna con capitali francesi, allo scopo di costruire ed esercire la linea ferroviaria Briga–Disentis.
I lavori di costruzione della linea iniziarono nel 1911, e la prima tratta (Briga–Gletsch) venne attivata nel 1915.
Tuttavia i problemi tecnici riscontrati nella costruzione della tratta di valico del passo della Furka, e la mancanza di fondi, portarono nel 1916 alla sospensione dei lavori e nel 1923 al fallimento della società.
La linea fu rilevata e completata dalla società Furka-Oberalp-Bahn (FO), costituita nel 1925.